# Kismartoni egyházmegye
A Kismartoni egyházmegye (németül: Diözese Eisenstadt, latinul: Dioecesis Sideropolitanus) római katolikus egyházmegye Ausztriában. A Bécsi egyháztartományhoz tartozik, területe Burgenlandra terjed ki.
Székesegyháza a kismartoni Szent Márton-dóm, melynek története a 13. századig nyúlik vissza. Védőszentje 1924 óta Tours-i Szent Márton.

## Történelem
A terület az első világháború végéig Magyarországhoz tartozott, területén a Győri és a Szombathelyi egyházmegye osztozott. A mai Burgenland 1921-ben lett Ausztria része.
1922-től 1949-ig a Bécsi főegyházmegye érsekeit nevezték ki apostoli adminisztrátorrá. Az első nehézségeket a paphiány áthidalása jelentette, mivel sok pap visszatért magyarországi egyházmegyéjébe. 1924-ben Tours-i Szent Mártont választották Burgenland védőszentjévé. Theodor Innitzer bíboros alatt alapították a Burgenlandi Papi Szemináriumot Bécsben és egy kisszemináriumot. Az egyházi igazgatás központját Bécsből Kismartonba helyezték át.
Az Anschluss (1938) komoly visszaesést jelentett a katolikus iskolák megszüntetésével és a lelkipásztori tevékenység akadályozásával. Az egyházi igazgatás központját előbb Nagymartonba, majd Savanyúkútra kellett áthelyezni.
A második világháború után, 1949-ben Joseph Schoiswohlt nevezték ki apostoli adminisztrátorrá, aki újra Kismartonba helyezte át az igazgatási központot. 
Stephan László személyében 1954-ben egy burgenlandi került az apostoli kormányzóság élére, akit 1956-ban szenteltek püspökké. 1960. augusztus 15-én XXIII. János pápa Magna quae bullájával a területet egyházmegyévé emelte. 1988-ban II. János Pál pápa ausztriai útja során látogatást tett Darázsfaluban.

## Szervezet

### Az egyházmegyében szolgálatot teljesítő püspökök
- Friedrich Gustav Piffl bécsi érsek, apostoli adminisztrátor (1922–1932)
- Theodor Innitzer bécsi érsek, apostoli adminisztrátor (1932–1949)
- Joseph Schoiswohl phyteai címzetes püspök, apostoli adminisztrátor (1949–1954)
- Stephan László apostoli adminisztrátor (1954–1960), megyés püspök (1960–1992), nyugalmazott püspök, apostoli adminisztrátor (1992–1993)
- Paul Iby (1993–2010)
- Ägidius Zsifkovics (2010–)[2]

## Szomszédos egyházmegyék
- Graz-Seckaui egyházmegye (délnyugat)
- Bécsi főegyházmegye (észak)
- Győri egyházmegye (nyugat)
- Szombathelyi egyházmegye (dél)

## Fordítás
- Ez a szócikk részben vagy egészben a Diözese Eisenstadt című német Wikipédia-szócikk ezen változatának fordításán alapul.  Az eredeti cikk szerkesztőit annak laptörténete sorolja fel. Ez a jelzés csupán a megfogalmazás eredetét és a szerzői jogokat jelzi, nem szolgál a cikkben szereplő információk forrásmegjelöléseként.